# Ég veled!
Az Ég veled! (Goodbye for Now) a Született feleségek (Desperate Housewives) című amerikai filmsorozat huszonkettedik epizódja. Az Amerikai Egyesült Államokban először az ABC (American Broadcasting Company) adó sugározta 2005.  május 15-én.

## Az epizód cselekménye
Edie Britt – amikor éppen híresen-hírhedt vonzerejét próbálná bevetni Mike-nál – rádöbben a rémisztő valóságra: a hőn áhított férfi kibékült ősi ellenségével, Susannel. Majd egyik ámulatból a másikba esik, amikor a szerelmesek a füle hallatára döntik el az összebútorozást. Ezt azonban Edie már tényleg nem hagyhatja annyiban… Bree számára világossá válik, hogy George nem csak barátként tekint rá, ezért nem akar vele többé találkozni. Ám az álnok kígyó patikus bosszút forral, és immáron sikerrel áll a Van De Kamp házaspár közé. Lynette-tet továbbra is aggasztja a régi szerető jelenléte férje munkahelyén, ezért úgy dönt, egyszer s mindenkorra szétválasztja őket. Mesterkedése miatt azonban Tom elveszíti az állását. Gabrielle egy levélből – mely a biztosítótól érkezik – bizonyosságot szerez férje aljas gyógyszercseréjéről. Carlos a házi-őrizetet semmibe véve rohan Gabrielle után, s féltékenységtől elborulva esik neki feltételezett vetélytársának – John meleg szobatársának… Felicia és Mike megtalálja a közös hangot Paul Young személyével kapcsolatban, majd Mrs. Tilman-nek köszönhetően Mike a férfi nyomába ered. Zack eközben nem tud napirendre térni, hogy az apja egész egyszerűen elhagyta. Rex az éjszaka közepén újabb szívrohamot kap…

## Mellékszereplők
- Doug Savant – Tom Scavo
- Harriet Sansom Harris – Felicia Tilman
- Roger Bart – George Williams
- Melinda McGraw – Annabel Foster
- Joy Lauren – Danielle Van De Kamp
- Mehcad Brooks – Matthew Applewhite
- Brent Kinsman – Preston Scavo
- Shane Kinsman – Porter Scavo
- Ryan Carnes – Justin
- Terry Bozeman – Dr. Lee Craig
- Edward Edwards – Jim Peterson
- Nike Doukas – Natalie Klein
- Alfre Woodard – Betty Applewhite
- Zane Huett – Parker Scavo
- Scott Atkinson – 1. rendőr
- Richard Jenik – 2. rendőr
- Paul Parducci – Cyrus
- Jimmy Palumbo – Férfi a teherautóban
- Patrice Walters – Nő a teherautóban
- Cheyenne Wilbur – Mr. Mullins
- Geraldine Singer – Mrs. Mullins

## Mary Alice epizódzáró monológja
- A narrátor, Mary Alice monológja az epizód végén így hangzik (a magyar változat alapján):

„Semmi sem tart örökké. Eljön az idő, amikor mindannyiunknak búcsút kell venni a világtól, amit ismertünk. Búcsút mindentől, amit magától értetődőnek tartottunk. Búcsút azoktól, akikről azt hittük, sosem hagynak el. És mikor ezek a változások végre szemet szúrnak, mikor az ismerős távozik, és az ismeretlen átveszi helyét, mi mindannyian csupán annyit tehetünk, hogy így köszöntjük: Isten hozott.”

## Epizódcímek szerte a világban
- Angol: Goodbye for Now (Viszont látásra!)
- Francia: Le pharmacien est une ordure
- Német: Hals über Kopf
- Olasz: Addio, per ora (Viszont látásra!)